# Giuseppe Bagnera
Giuseppe Bagnera (Bagheria, 14 novembre 1865 – Roma, 12 maggio 1927) è stato un matematico italiano.

## Biografia
Nato a Bagheria, in provincia di Palermo, si laureò prima in ingegneria, nel 1890, poi in matematica, nel 1895, all'Università di Palermo. Ebbe come maestri Giovanni Battista Guccia, Francesco Gerbaldi ed Ernesto Cesaro. Nel 1899 conseguì la libera docenza in Algebra e nel 1901 fu nominato professore di calcolo infinitesimale all'Università di Messina, dove rimase fino al terremoto. Insegnò poi analisi infinitesimale all'Università di Palermo fino al 1922 e successivamente si trasferì all'Università di Roma, dove insegnò fino alla morte.
Nel 1909, assieme a Michele de Franchis, ricevette il premio Bordin dell'Accademia di Parigi per un lavoro sulle superfici iperellittiche. Fu socio dell'Accademia Nazionale dei Lincei e professore onorario della Università di Washington. Autore di una produzione scientifica di qualità eccellente, anche se quantitativamente scarsa, amava il rigore sostanziale e la forma perfetta, senza pedanteria. Si occupò soprattutto di teoria dei gruppi finiti, di superfici algebriche e di funzioni abeliane. Tra i suoi allievi vi furono Michele Cipolla e Pia Nalli.